# Islas Grupo de Pescadores
Las Islas Grupo de Pescadores son un conjunto de islas e islotes pertenecientes al Perú, que se extienden formando un arco desde el oeste de punta Mulatos hasta la isla Pescadores o isla Grande. Situadas en el océano Pacífico, están comprendidas entre los 11º 41’ y los 11º 49’ de latitud S y los 77° 12’ y los 77° 17’ de longitud O. Integradas por un total de diez islas deshabitadas, de las cuales ninguna se eleva por encima de los 50 metros sobre el nivel del mar, presentan una superficie total de aproximadamente 37,10 hectáreas.
Desde el punto de vista administrativo forman parte del distrito de Ancón, en la provincia de Lima, dentro del departamento de Lima. En la isla principal, que da nombre al conjunto insular, existe un faro que sirve de guía para las embarcaciones que suelen navegar frente a sus costas. 
Las islas destacan por su gran interés ecológico, pues constituyen una gran reserva biológica de numerosas especies de aves marinas de gran importancia en el Perú. Por tal motivo, en el 2009 las islas quedaron protegidas por ley dentro de la Reserva nacional Sistema de Islas, Islotes y Puntas Guaneras, una reserva natural que protege y conserva muestras representativas de la diversidad biológica de los ecosistemas marino-costeros del Perú.

## Geografía
El Grupo de Pescadores está formado por las siguientes islas:
La isla Pescadores es la más grande y la más occidental de todo el conjunto. Se encuentra a unos 7 km al oeste de la Punta Mulatos. Dos islotes muy próximos, conocidos como Gallinazos y Turbao, se encuentran frente a la parte noreste de la isla. La isla Huacas, con rocas cercanas, dista 2,5 km de Pescadores. Las islas Mata Cuatro, Corral de Vacas, Pata de Cabra, Los Lobos y otros islotes, se ubican entre 1 y 3 km de tierra firme.
| N.º | Nombre de Isla       | Área (hectáreas) | Coordenadas                                  |
| --- | -------------------- | ---------------- | -------------------------------------------- |
| 1   | Isla Pescadores      | 16,45            | 11°46′31″S 77°15′51″O / -11.77528, -77.26417 |
| 2   | Isla Mata Cuatro     | 6,78             | 11°47′26″S 77°12′41″O / -11.79056, -77.21139 |
| 3   | Isla Corral de Vacas | 3,25             | 11°47′17″S 77°12′57″O / -11.78806, -77.21583 |
| 4   | Isla Huacas          | 2,10             | 11°47′13″S 77°14′25″O / -11.78694, -77.24028 |
| 5   | Isla Los Lobos       | 1,90             | 11°47′56″S 77°13′24″O / -11.79889, -77.22333 |
| 6   | Isla Pata de Cabra   | 1,80             | 11°47′27″S 77°13′12″O / -11.79083, -77.22000 |
| 7   | Islote Dos Hermanas  | 1,73             | 11°47′23″S 77°13′01″O / -11.78972, -77.21694 |
| 8   | Islote Gallinazo     | 1,50             | 11°46′16″S 77°15′34″O / -11.77111, -77.25944 |
| 9   | Islote Turbao        | 1,05             | 11°46′24″S 77°15′31″O / -11.77333, -77.25861 |
| 10  | Islote La Viuda      | 0,50             | 11°47′46″S 77°13′11″O / -11.79611, -77.21972 |

## Diversidad biológica
El principal componente biológico de las islas Grupo de Pescadores es la fauna. En su mayoría, son especies típicas de ecosistemas marino-costeros, que han encontrado en las islas una zona de alimentación, reproducción y descanso. Entre las principales especies de aves que habitan las islas se encuentran el cormorán guanay (Phalacrocorax bougainvillii), el piquero peruano (Sula variegata), la chuita (Phalacrocorax gaimardi), el pingüino de Humboldt (Spheniscus humboldti), el cormorán neotropical o cushuri (Phalacrocorax brasilianus), el pelicano peruano (Pelecanus thagus), el zarcillo (Larosterna inca), la gaviota peruana (Larus belcheri), la gaviota dominicana (Larus dominicanus), la gaviota gris (Larus modestus), la gaviota capucho gris (Larus cirrocephalus), la gaviota de Franklin (Larus pipixcan), el gallinazo cabeza roja (Cathartes aura), el ostrero común (Haematopus palliatus) y el ostrero negro (Haematopus ater), entre otras. 
El mundo submarino de las islas Grupo de Pescadores muestra un impresionante paisaje y mucha vida, donde los peces e invertebrados marinos son los grupos taxonómicos más representativos. Las especies más abundantes de invertebrados marinos, entre moluscos y crustáceos, se encuentran el caracol buccinio (Solenosteira gatesi), la concha navaja (Solenosteira gatesi), el caracol (Stramonita chocolata), el cangrejo (Cancer porteri), el caracol babosa (Synum cymba), el cangrejo peludo (Cancer setosus), la lapa (Fissurella cumingsii y Fissurella cumingsii), el jaiva puñete (Hepatus chiliensis), etc.
Por otro lado, en el grupo de mamíferos marinos se han registrado dos especies: el lobo marino chusco sudamericano (Otaria flavescens), que pertenece a la familia Otariidae y una especie de carnívoro, la nutria marina o chungungo (Lontra felina).